# Флаг Верх-Нейвинского
Флаг городского округа Верх-Не́йвинский является символом муниципального образования «городской округ Верх-Нейвинский» Свердловской области Российской Федерации.
Флаг утверждён 29 сентября 2005 года как флаг муниципального образования «посёлок Верх-Нейвинский» (после муниципальной реформы — «городской округ Верх-Нейвинский») и внесён в Государственный геральдический регистр Российской Федерации с присвоением регистрационного номера 1981.

## Описание
«Прямоугольное полотнище красного цвета с соотношением сторон 2:3 по центру которого помещено изображение фигур городского герба (стропило, здание, звезда и увитые лавром молот и кирка), выполненные белым, жёлтым и чёрным цветами.
Оборотная сторона зеркально воспроизводит лицевую».

## Обоснование символики
Гербовая композиция (стропило, звезда) была построена на основе родового герба заводчиков Яковлевых.
Строение символизирует бывшее заводоуправление (ныне здание Администрации) — старейшее здание посёлка.
Увитые лавром молот и кирка показывают первенство поселения в горном и заводском делах, а также славу его работников и мастеровых. Согласно различным источникам, Верх-Нейвинский является поселением, жители которого первыми или одними из первых на Урале начали добывать железную руду и заниматься обработкой полученного железа.
Звезда представляет собой памятник природы — скалы Семь Братьев. Восьмой, серебряный ромб, образующий эту звезду вместе с золотыми ромбами, символизирует располагающуюся вблизи скалу — «сестру семи братьев».
Красный цвет полотнища — цвет расплавленного металла.